# Primula deflexa
Primula deflexa är en viveväxtart som beskrevs av John Firminger Duthie. Primula deflexa ingår i släktet vivor, och familjen viveväxter. Inga underarter finns listade i Catalogue of Life.